# 东方红农场 (鄂伦春自治旗)
大兴安岭农场管理局东方红农场，是中国内蒙古自治区呼伦贝尔市鄂伦春自治旗下辖的一个类似乡级单位。

## 行政区划
大兴安岭农场管理局东方红农场共辖以下地区：
二队、四队、六队、七队、八队、九队。